# At Gunpoint
At Gunpoint is een Amerikaanse western uit 1955 onder regie van Alfred L. Werker. Destijds werd de film in Nederland uitgebracht onder de titel Buiten loert de dood.

## Verhaal
De winkelier Jack Wright schiet bij toeval een bankrover dood en wordt de held van de stad. Als de boeven terugkeren om zich te wreken op Wright, schakelt hij in zijn eentje de bendeleider uit. De inwoners van de stad helpen hem om de andere overvallers te vangen.

## Rolverdeling
| Acteur         | Personage        |
| -------------- | ---------------- |
| Fred MacMurray | Jack Wright      |
| Dorothy Malone | Martha Wright    |
| Walter Brennan | Doc Lacy         |
| Tommy Rettig   | Billy Wright     |
| Skip Homeier   | Bob Dennis       |
| John Qualen    | Livingstone      |
| Whit Bissell   | Clem Clark       |
| Irving Bacon   | Al Ferguson      |
| Jack Lambert   | Kirk             |
| John Pickard   | Alvin Dennis     |
| James Griffith | Vreemdeling      |
| Harry Shannon  | Sheriff MacKay   |
| Frank Ferguson | George Henderson |
| James O'Hara   | Wally            |
| Harry Lauter   | Sheriff          |